# Alcicornis carangis
Alcicornis carangis är en plattmaskart. Alcicornis carangis ingår i släktet Alcicornis och familjen Bucephalidae. Inga underarter finns listade i Catalogue of Life.